# Clan Chief

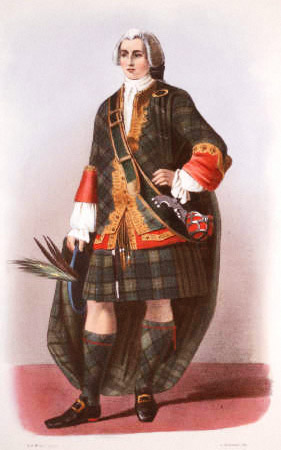
Romantisierende Darstellung eines Clan Chiefs (Illustration von Robert Ronald McIan aus James Logans The Clans of the Scottish Highlands, 1845)

Clan Chief oder Clan-chief (von schottisch-gälisch clann „Kinder“, und englisch chief „Leiter, Häuptling“: Clanchef) bezeichnet den Vertreter des Gründervaters und Repräsentanten eines schottischen Clans. In Schottland glauben Clanmitglieder seit früher Zeit, dass sie von einem gemeinsamen Ahnherrn abstammen, dem Gründer und zumeist Namensgeber ihres Clans.
Im schottischen Clansystem ist der amtsinhabende Chief dem Chief of a Chieftain übergeordnet. Infolgedessen ist ein Branch Chief (Oberhaupt eines Clanzweiges) der vorgesehene Amtsnachfolger eines Chieftains. Clans ohne eigenen Chief werden Armigerous Clan genannt.

## Aufgaben des Clan Chiefs
Ursprünglich lag die Hauptaufgabe des Chiefs in der Führung seines Clans bei Kämpfen zu Land und zu Wasser. In den schottischen Highlands waren der Chief und der Chieftain einst einflussreiche politische Persönlichkeiten, die große, aber oft auch willkürliche Autorität ausübten. Dies ist heute nicht mehr der Fall, die Titel Chief oder Chieftain haben heute lediglich noch eine hohe gesellschaftliche Bedeutung. Ihre Existenz wurde durch schottische Gesetze anerkannt, jedoch sorgte die Entwaffnung der Highland-Clans nach dem Jakobitenaufstand von 1745 für das Ausscheiden der Chiefs aus dem bürgerlichen und Gesetzesrecht. Das bemerkenswerteste Gesetz war der „Heritable Jurisdictions Act 1746“, der die traditionellen Rechte der Gerichtsbarkeit aufhob, die den Clan Chiefs bis dahin zustanden.